# رولف بوهم
رولف بوهم (آلمانی: Rolf Böhme) یک سیاست‌مدار اهل آلمان و از اعضای حزب سوسیال دموکرات آلمان(SPD) بود که عضو پارلمان آلمان (بوندستاگ) بین سال های ۱۹۷۲ و ۱۹۸۲و از سال ۱۹۸۲ تا سال ۲۰۰۲ شهردار فرایبورگ بود، او همچنین معاون وزیر وزارت مالیه جمهوری فدرال آلمان (Parliamentarischer Staatssekretär) بود.